# Ezio Gallori
Ezio Gallori (Terranuova Bracciolini, 7 febbraio 1938) è un sindacalista italiano, che ha lavorato come macchinista ferroviario presso le Ferrovie dello Stato.

## Biografia
Dopo le scuole tecniche industriali ha vinto nel 1957 un concorso in ferrovia per allievo aiuto macchinista. Nel 1963, all'età minima necessaria di 25 anni, ha superato gli esami per diventare macchinista ed ha mantenuto tale qualifica fino a quando è andato in pensione, all'età di 58 anni. Nel suo ultimo viaggio da macchinista, in arrivo alla stazione di Firenze Santa Maria Novella, è stato salutato con mazzi di garofani rossi da un grandissimo numero di colleghi, mentre la banda musicale dei macchinisti intonava l'Internazionale e l'Inno dei lavoratori.
Iscritto al sindacato SFI-Cgil dal 1958, è stato espulso dallo stesso nel 1990 per aver organizzato e fondato il Coordinamento macchinisti uniti (CoMU) del quale è stato più volte eletto, a scrutinio segreto, coordinatore nazionale operativo.
Fra i tanti incarichi sindacali ricoperti figura fra l'altro quello di rappresentante nazionale degli aiuto macchinisti nella redazione della storica rivista In Marcia, dal 1960 al 1964.
Alla chiusura imposta dal sindacato nel 1978 di questa rivista, ha fondato, assieme ad altri, nel 1982, la nuova rivista ancora In Marcia.
Dopo il pensionamento ha dato vita alla rivista "Pensionati Uniti", successivamente rinominata "le Lotte dei Pensionati", diventando anche presidente della "Associazione Sempre in Marcia" (fino al 2009) e della "Augusto Castrucci Onlus" (ancora oggi).
Nel 2015 dà vita, insieme ad altri pensionati e sindacalisti (fra cui Giorgio Cremaschi), il Coordinamento Nazionale Pensionati Uniti (CoNUP), costituitosi nel 2016 come organizzazione.
Nel 2016 ha lanciato l'iniziativa della rinazionalizzazione delle Ferrovie, come patrimonio storico e bene di utilità sociale.

## Opere
- 40 anni di lotta in ferrovia (prefazione di Rossana Rossanda e Fausto Bertinotti), Edizioni Cooperativa Ancora In Marcia, 1996
- Storie e racconti di un macchinista del '900, Edizioni Ancora In Marcia
- Nascita, vita e morte di un sindacato alternativo: Il CoMU, Edizioni Ancora In Marcia, 2008
- C'era una volta la meritata pensione. 20 anni di lotte e di sconfitte per le pensioni (prefazione di Giorgio Cremaschi), Edizioni Ancora In Marcia , 2016

## Galleria d'immagini

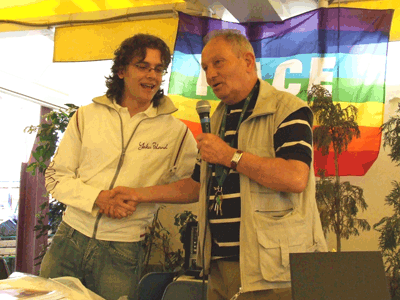
Ezio Gallori con il giovane poeta Federico Berlincioni
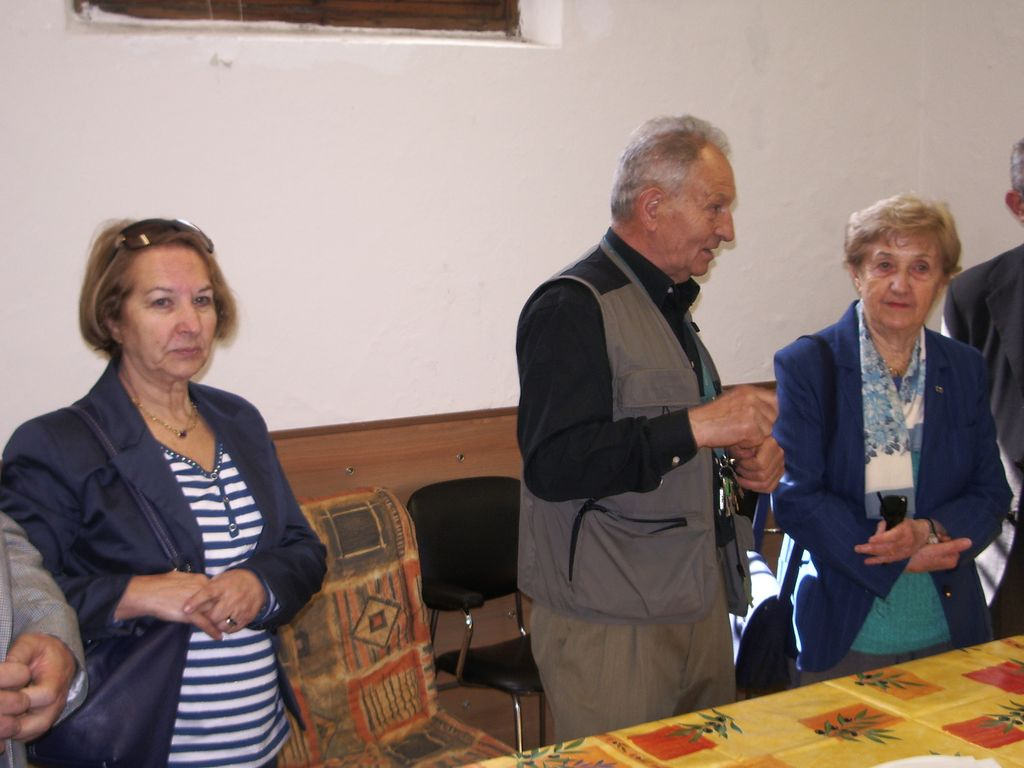
Ezio Gallori con le nipoti di Augusto Castrucci
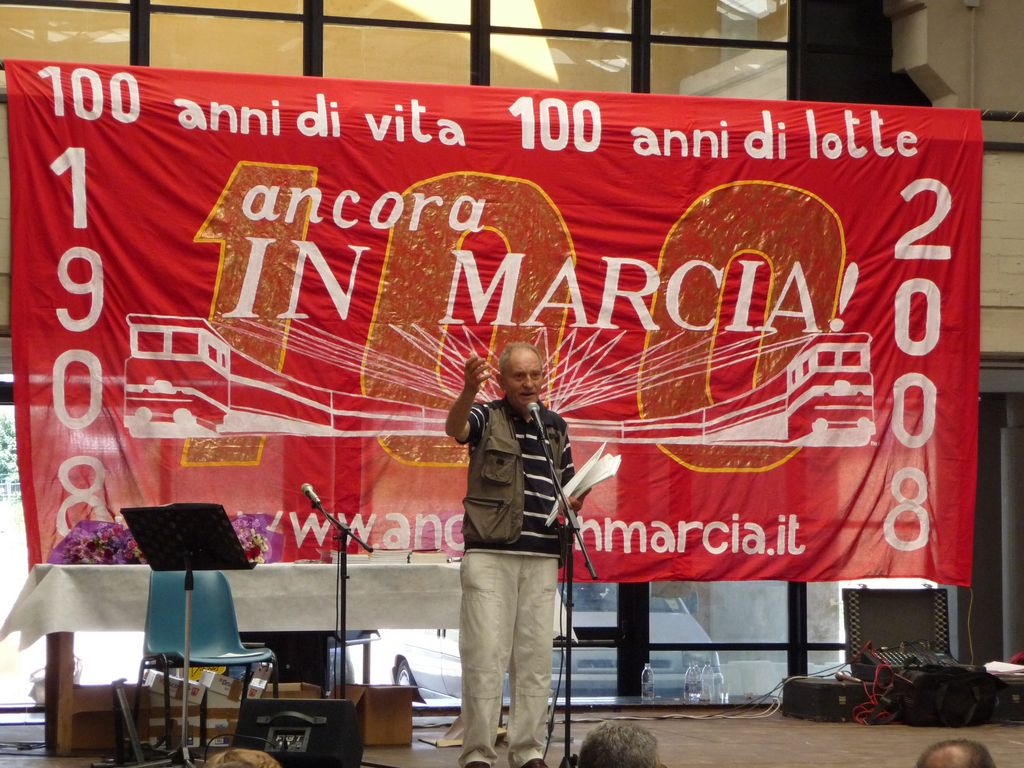
Ezio Gallori ai cento anni di IN MARCIA